# غار چشمه سرخه
اشکفت چشمه سرخه مربوط به عصر مس است و در شهرستان خرم‌آباد، بخش مرکزی، دهستان کرگاه شرقی، روستای چشمه سرخه واقع شده و این اثر در تاریخ ۲۲ اسفند ۱۳۸۵ با شمارهٔ ثبت ۱۸۱۶۹ به‌عنوان یکی از آثار ملی ایران به ثبت رسیده است.